# Jeremy Shada
Jeremy Shada (ur. 21 stycznia 1997 w Boise) – amerykański aktor i wokalista.
Jest oryginalnym głosem Finna w serialu Pora na przygodę!.

## Filmografia (wybór)
Źródła.
- Pora na przygodę! (2010) – Finn
- Chowder (2007) – Porridge
- Na fali 2 (2017) – Cody Maverick